# Euphorbioideae
Sous-famille
Les Euphorbioideae sont une sous-famille de plantes à fleurs de la famille des Euphorbiaceae.

## Liste des tribus
- Euphorbiea
- Hippomaneae
- Hureae
- Pachystromateae
- Stomatocalyceae

## Publication originale
- Carl Traugott Beilschmied, Flora 16 (Beibl. 7) no 61, 1833, p. 105.